# Oulx
Oulx (okzitanisch Ols oder Ors, piemontesisch Ols, italienisch Ulzio) ist eine Gemeinde in der italienischen Metropolitanstadt Turin (TO), Region Piemont. Sie ist Mitglied sowie Sitz der Bergkommune Comunità Montana Alta Valle di Susa.

## Lage und Einwohner
Oulx liegt knapp 80 km westlich von Turin auf einer Hochebene im hintersten Val di Susa, nahe dem Zusammenfluss der Dora Riparia und der Dora di Bardonecchia. Das Gemeindegebiet umfasst eine Fläche von knapp 100 km² und hat 3256 Einwohner (Stand 31. Dezember 2023). Zur Gemeinde zählen noch die Dörfer und Weiler (Frazioni) Amazas, Beaulard, Vazon, Soubras, Pierremenaud, San Marco, Gad, Monfol, Beaume, Auberges, Signols, Savoulx, Clots, Constans, Puy, Chateau-Beaulard, Royeres und Villard. Das Skigebiet von Sauze d’Oulx ist ebenfalls in der Nähe.
Die Nachbargemeinden sind Bardonecchia, Cesana Torinese, Exilles, Névache, Pragelato, Salbertrand, Sauze d’Oulx und Sestriere.

### Ortsname
Während des italienischen Faschismus wurde der Ortsname italienisiert, aus Oulx wurde Ulzio. 1945 wurde diese Änderung offiziell wieder rückgängig gemacht. Der italienische Name Ulzio wird dennoch häufig verwendet.

## Partnerschaften

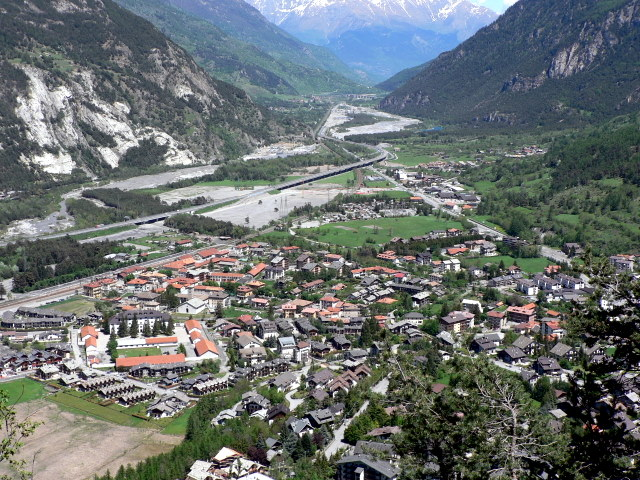
Ansicht von Oulx

- Saint-Donat-sur-l’Herbasse im Département Drôme, seit 1985

## Söhne und Töchter
- Joseph Chalier (1747–1793), französischer Revolutionär, im Dorf Beaulard geboren
- Giovanni Goccione (1883–1952), Fußballspieler